# Casasola de la Encomienda
Casasola de la Encomienda es una localidad del municipio de Garcirrey, en la comarca del Campo de Salamanca, provincia de Salamanca, España.

## Etimología
Debe su apellido de la Encomienda, a haber pertenecido a la encomienda de Zamayón de la Orden de San Juan.

## Historia
Su fundación se remontaría a las repoblaciones llevadas a cabo por los reyes de León en la Edad Media, formando parte de la jurisdicción de la villa de Ledesma, de la cual integró la Roda de Cipérez, estando Casasola regida por la Orden de San Juan, dentro de la encomienda de Zamayón, y teniendo la categoría de villa.
Con la creación de las actuales provincias en 1833, Casasola de la Encomienda quedó encuadrado en la provincia de Salamanca, dentro de la Región Leonesa, integrándose en 1910 en el municipio de Garcirrey.

## Geografía humana

### Demografía
| Gráfica de evolución demográfica de Casasola de la Encomienda entre 1842 y 1900 |
| |
| Población de derecho según los censos de población del INE Población de hecho según los censos de población del INEEntre el censo de 1910 y el anterior, este municipio desaparece porque se integra en el municipio 37149 (Garcirrey) |

En 2017 contaba con una población de 19 habitantes, de los cuales 10 son varones y 9 son mujeres (INE 2017).
| Gráfica de evolución demográfica de Casasola de la Encomienda entre 2001 y 2021          |
|                                                                                          |
| Fuente: Instituto Nacional de Estadística de España - Elaboración gráfica por Wikipedia. |

### Economía
La actividad económica de Casasola de la Encomienda gira en torno a la ganadería de toro de lidia que existe en la localidad.